# Thor: The Dark World
Thor: The Dark World (bra: Thor: O Mundo Sombrio; prt: Thor: O Mundo das Trevas) é um filme de super-herói estadunidense de 2013, baseado no herói homônimo da Marvel Comics, produzido pela Marvel Studios e distribuído pela Walt Disney Studios Motion Pictures. É continuação de Thor, de 2011 e o oitavo filme do Universo Cinematográfico Marvel. Foi dirigido por Alan Taylor, roteirizado por Christopher Yost, Christopher Markus e Stephen McFeely, e estrelado por Chris Hemsworth, Natalie Portman, Tom Hiddleston, Stellan Skarsgård, Idris Elba, Kat Dennings, Ray Stevenson, Tadanobu Asano, Jaimie Alexander, Rene Russo e Anthony Hopkins reprisando seus papéis do primeiro, com os recém-chegados Christopher Eccleston, Adewale Akinnuoye-Agbaje, Zachary Levi e Clive Russell que se juntam ao elenco.
A produção de Thor: The Dark World começou em abril de 2011, quando o produtor Kevin Feige anunciou planos para uma sequência acompanhando a linha do tempo com Os Vingadores. Em julho de 2011, Kenneth Branagh, o diretor do primeiro filme, Thor, se afastou do projeto. Brian Kirk e Patty Jenkins foram considerados para dirigir o filme antes de Taylor ser contratado em janeiro de 2012. A contratação do elenco foi encerrada em agosto de 2012, com a contratação de Eccleston, Dennings e Akinnuoye-Agbaje. A filmagem principal começou em Surrey, Inglaterra, com as filmagens continuando na Islândia e em Londres, tendo sido encerradas em dezembro de 2012. Thor: The Dark World foi convertido para 3D na pós-produção.
Thor: The Dark World estreou em Odeon Leicester Square em Londres, no dia 22 de outubro de 2013, com o lançamento no Brasil em 1 de novembro de 2013 e em 8 de novembro de 2013 nos Estados Unidos.

## Enredo
Há muitos anos, Bor, pai de Odin, derrotou o exército dos elfos negros liderados por Malekith, que, com a ajuda de um elemento chamado Éter, queria fazer o Universo voltar a ser o que era antes de sua criação: pura escuridão. Após derrotar os Elfos, Bor ordena que o Éter seja enterrado em um local profundo, já que não pode ser destruído. Sem que Bor soubesse, Malekith, seu braço-direito Algrim e alguns outros Elfos escapam.
De volta aos dias de hoje, em Asgard, Loki é condenado à prisão perpétua por Odin após a batalha de Nova York. Enquanto isso, Thor e seus amigos Fandral, Volstagg e Sif combatem seres de Vanaheim; é a última batalha de uma série para trazer paz para os Os Nove Reinos.
Em Londres, a astrofísica Jane Foster, que não vê Thor desde os eventos do primeiro filme, tenta realizar um encontro com um homem chamado Richard, mas é interrompida por sua estagiária Darcy Lewis. Ela leva Jane a uma fábrica abandonada onde as leis da física ficam irregulares em alguns pontos. Jane acaba sugada por um vórtice e é levada para o local onde o Éter ficou guardado por milhares de anos. O elemento entra em seu corpo e a deixa exponencialmente mais forte que um ser humano comum.
Os asgardianos descobrem que um raro alinhamento dos Nove Reinos está prestes a ocorrer, e nos pontos onde os mundos se tocam, como na fábrica, portais são criados. Quando Heimdall conta a Thor que Jane sumiu da Terra, ele faz uma busca por ela até encontrá-la na fábrica. Percebendo que ela está dotada de uma força incomum, ele decide levá-la para Asgard, mas os médicos de lá não conseguem remover o elemento de seu corpo. Odin revela a Thor e Jane que o fato de ela ter sido apoderada pelo Éter confirma uma antiga profecia catastrófica. Frigga, esposa de Odin e mãe de Thor, acolhe Jane como sua protegida.
Malekith e seu exercito, despertados pelo lançamento do Éter, transformam Algrim em um Kursed hiperdesenvolvido e atacam Asgard. Malekith e Algrim matam Frigga enquanto procuravam Foster, mas escapam quando Thor chega. Odin ordena que seu filho permaneça em Asgard para proteger o reino em vez de partir em busca de vingança. Contudo, após o funeral de sua mãe, Thor decide levar Jane para longe de Asgard para que Malekith não ataque o reino. Sabendo da existência de uma passagem secreta para o mundo sombrio de Malekith, Thor se alia a Loki, oferecendo-o uma chance de vingar a morte de sua mãe adotiva. Os dois escapam com Jane em uma das naves dos Elfos e chegam ao mundo sombrio, com a ajuda de Sif e Volstagg.
Na Terra, Lewis descobre que Erik Selvig enlouqueceu e foi internado em um manicômio. Com a ajuda de seu estagiário, Ian, ela tira Erik do manicômio. Enquanto isso, Thor, Jane e Loki confrontam Malekith e Algrim. Loki apunhala Thor e entrega Jane a Malekith, mas era tudo um truque para surpreender Malekith e impedí-lo de se apoderar do Éter. Thor e Loki enfrentam Algrim, que mata Loki, mas não antes que ele conseguisse preparar uma granada, que destrói Algrim segundos depois. Enquanto isso, Malekith consegue, de fato, se apoderar do Éter. Thor e Jane deixam o corpo de Loki e vão à Terra através de um portal que encontraram. Em Londres, a nave mãe de Malekith estaciona nos jardins do Velho Real Colégio Naval, em Greenwich. É lá o local onde os Nove Reinos irão convergir, e é o ponto onde Malekith pretende usar o poder do Éter para destruir o Universo e fazê-lo voltar a ser pura escuridão. Enquanto Thor e Malekith brigam, Jane e Erik usam seus equipamentos científicos para lidar com os portais, e conseguem transportar Malekith e sua nave para o mundo sombrio no último segundo, onde o vilão é esmagado pela própria nave.
De volta a Asgard, Thor recusa o convite de seu pai para ser rei, dizendo que prefere continuar trabalhando para o reino fora do Trono. Quando ele deixa a sala do trono, a imagem de Odin se desfaz e é revelado que Loki se apoderou do trono.
Em uma cena em meio aos créditos, Volstagg e Sif visitam o Colecionador e confiam o Éter a ele, afirmando que, como o Tesseract já se encontra em Asgard, manter duas joias do infinito tão próximas seria perigoso. Na cena pós-créditos, Thor e Jane se reencontram na Terra.

## Elenco
- Chris Hemsworth como Thor[nota 1]
- Natalie Portman como Jane Foster[nota 2]
- Tom Hiddleston como Loki[nota 3]
- Anthony Hopkins como Odin[nota 4]
- Christopher Eccleston como Malekith
- Idris Elba como Heimdall
- Kyle Jacobs como Bastyan
- Kat Dennings como Darcy Lewis
- Jonathan Howard como Ian Boothby
- Stellan Skarsgård como Dr. Erik Selvig
- Ray Stevenson como Volstagg
- Zachary Levi como Fandral
- Jaimie Alexander como Sif
- Tadanobu Asano como Hogun
- Alice Krige como Eir
- Adewale Akinnuoye-Agbaje como Kurse, o Elfo Negro / Algrim, o Forte
- Richard Brake como Capitão dos Einherjar.
- Rene Russo como Frigga
- Chris O'Dowd como Richard

### Dublagem brasileira
- Estúdio de dublagem: Delart[20]
- Direção de Dublagem:  Andrea Murucci[20]
- Cliente:  Disney[20]
- Tradução:  Sérgio Cantú[20]
- Técnico(s) de Gravação:  Rodrigo Oliveira, Henrique Caldas[20]

Dubladores
- Mauro Horta[20]
- Flávia Saddy[20]
- Isaac Bardavid[20]
- Reginaldo Primo[20]
- Ricardo Schnetzer[20]
- Luiz Carlos Persy[20]
- Luisa Palomanes[20]
- Ricardo Juarez[20]
- Maurício Berger[20]
- Márcia Coutinho[20]
- Angélica Borges[20]
- Leo Rabelo[20]
- Bruno Rocha[20]
- Flavio Back[20]

## Produção

### Desenvolvimento
"Quando voltei para fazer Os Vingadores, eu já tinha feito F. Scott Fitzgerald (Meia-Noite em Paris), Capitão Nicholls (Cavalo de Guerra) e Freddie Page (Deep Blue Sea)  e quando voltei a ser o Loki foi tipo "E aí, cara, como vai?".

Tom Hiddleston, sobre o retorno para o personagem Loki em Os Vingadores e Thor 2.

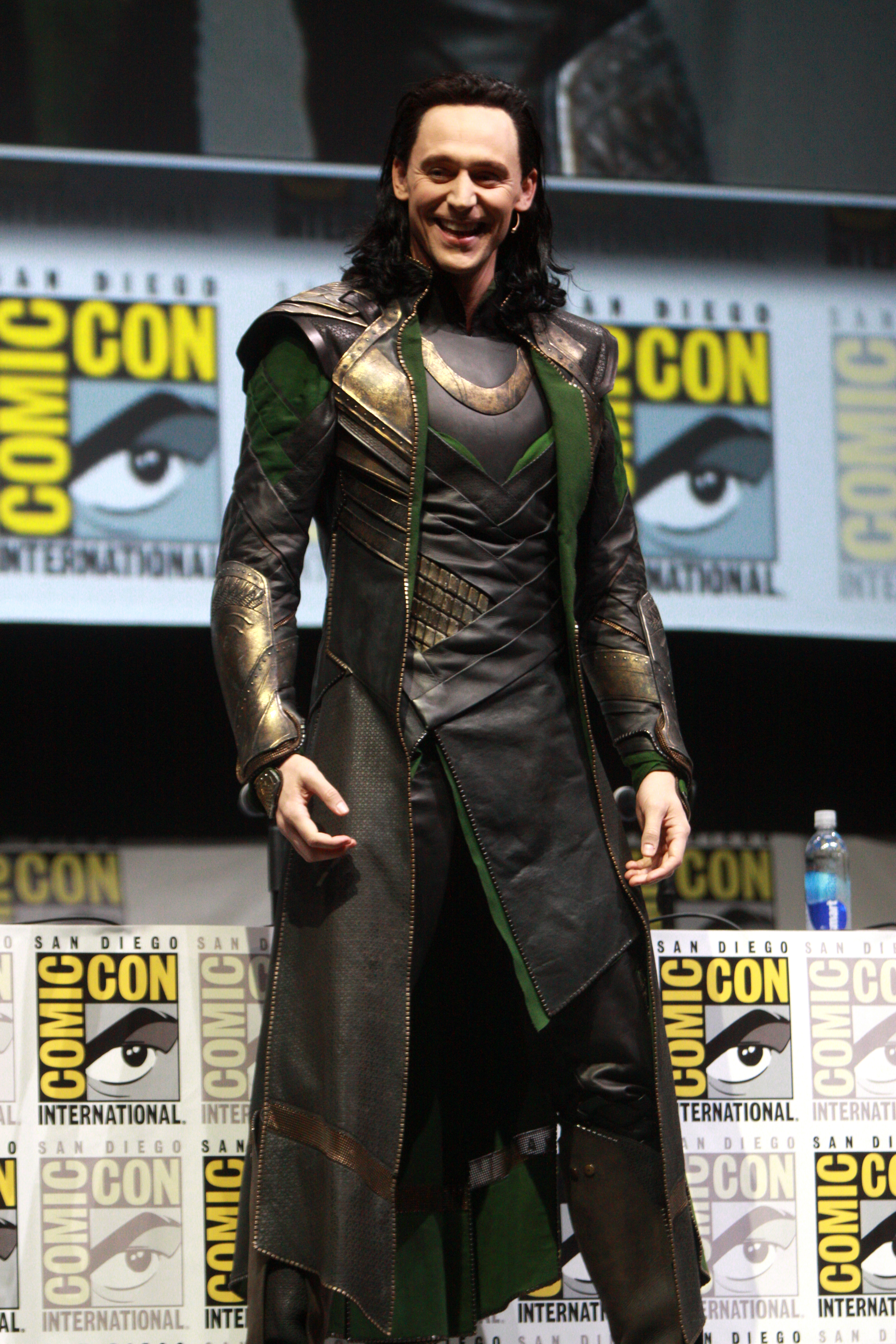
Tom Hiddleston, como Loki, na Comic-Con de 2013

Em abril de 2011, antes do lançamento de Thor (2011), o presidente da Marvel Studios, Kevin Feige declarou depois de Os Vingadores (2012), "Thor vai ter uma nova aventura". Feige declarou mais tarde: "Don Payne está trabalhando em idéias da história para uma parte dois. Temos várias opções com Ken Branagh para discutir a voltar, mas agora o foco é sobre o primeiro.
Em junho de 2011, a Walt Disney Pictures define a data de lançamento para 26 de julho de 2013, com Chris Hemsworth reprisando seu papel como o herói-título. Também foi relatado que Kenneth Branagh não voltaria como diretor, mas provavelmente seria envolvido, contribuindo na produção. No dia seguinte, a Marvel formalmente contrata Payne, um dos escritores creditados do primeiro filme, para iniciar o script da sequência.
Em agosto de 2011, Brian Kirk entrou em negociações iniciais para dirigir a continuação. O filme seria a primeira vez que Kirk dirige um filme de grande orçamento, depois de ter dirigido a série Showtime para a BBC, e Game of Thrones da  HBO. Idris Elba, que interpretou Heimdall no primeiro filme, afirmou que ele tinha planos para a sequência.
Em setembro de 2011, Tom Hiddleston que interpreta Loki, confirmou que ele iria retornar na sequência, especulando que no filme, o seu personagem "tem que assumir a responsabilidade por aquilo que ele fez". Patty Jenkins, diretora de Monster lançado em 2003, entrou em negociações adiantadas com a Marvel Studios para dirigir o filme, depois de Kirk abandonou o projeto devido a pontos de atrito contratuais que surgiram durante as negociações. Em 13 de outubro de 2011, a Disney mudou a data de lançamento do filme para 15 de novembro de 2013.

### Pré-produção
Em dezembro de 2011, Jenkins saiu do projeto, citando "diferenças criativas". Três dias depois, a revista The Hollywood Reporter informou que a Marvel estava olhando para Alan Taylor e Minahan Daniel como diretores para substituir Jenkins. THR também informou que a Marvel estava no meio de contratação de um roteirista para reescrever roteiro de Don Payne e publicou uma lista de possíveis escritores, que consiste de John Collee, Robert Rodat e Avary Roger. Em 24 de dezembro de 2011, Alan Taylor, mais conhecido por dirigir alguns episódios das séries da HBO, foi confirmado como diretor da sequência.
Em janeiro de 2012, Tom Hiddleston declarou que as filmagens está previsto para começar em Londres no verão de 2012. Também em janeiro, foi relatado que a Marvel Studios contratou o roteirista Robert Rodat para reescrever a sequência.  Logo depois Jaimie Alexander que interpretou Sif, declarou: "Eu tive poucas discussões sobre Thor 2. Definitivamente vou fazer parte do projeto, de modo que vai ser divertido. E nós temos Alan Taylor que vai dirigir, então estamos muito animados, quero ver o que ele trazer. Em maio de 2012, a Disney mudou-se a data de lançamento para o filme uma semana antes da data anterior a 8 de novembro de 2013.

## Recepção

### Bilheteria
Thor: The Dark World arrecadou US$ 206,4 milhões na América do Norte e US$ 438,4 milhões em outros mercados, totalizando US$ 644,8 milhões em todo o mundo. O filme superou a receita bruta de seu antecessor após apenas dezenove dias de seu lançamento. A Deadline Hollywood calculou o lucro líquido do filme em US$ 139,4 milhões, considerando todas as despesas e receitas do filme.
O filme obteve a maior abertura de novembro para um filme distribuído pela Disney, superando The Incredibles. The Dark World liderou as bilheterias na América do Norte durante seus dois primeiros fins de semana, antes de ser ultrapassado por The Hunger Games: Catching Fire em seu terceiro fim de semana.
Em 30 de outubro de 2013, a abertura no meio da semana, o filme arrecadou US$ 8,2 milhões a partir de 33, incluindo o Reino Unido e França, onde abriu mais elevado do que o seu antecessor. Durante seus três primeiros dias, o filme arrecadou US$ 45,2 milhões, e no final de semana, após a expansão para mais três territórios, totalizaram 109,4 milhões de dólares durante cinco dias, terminando em primeiro lugar em todos os 36 países. Suas maiores aberturas foram registradas na China com US$ 21 milhões, Reino Unido, Irlanda e Malta com US$ 13,8 milhões e na França e na região do Maghreb com US$ 9,94 milhões. No Brasil, a sequência de Thor arrecadou US$ 8,1 milhões, o que representa a quarta melhor estreia atrás da Inglaterra, França e México.
A partir de 17 de novembro de 2013, The Dark World tornou-se a terceira maior arrecadação internacional do Universo Marvel Cinematográfico depois de Os Vingadores e Homem de Ferro 3.

### Resposta da crítica
O agregador de resenhas Rotten Tomatoes relata um índice de aprovação de 67% para o filme, dando-lhe uma pontuação média de 6,2/10, com base em 288 resenhas; o consenso do site diz: "Pode não ser o melhor filme do Universo Marvel, mas Thor: The Dark World ainda oferece muito humor e ação de alto risco que os fãs esperam". Foi o filme MCU com classificação mais baixa no Rotten Tomatoes até o lançamento de Eternals em 2021. O Metacritic, que usa uma média ponderada para avaliação dos filmes, atribuiu uma pontuação 54 de 100 com base em 44 avaliações, indicando "avaliações mistas ou médias". O público entrevistado pelo CinemaScore deu ao filme uma nota "A−", com base em uma escala de classificação que varia de "A+" a "F".
Ben Child, do The Guardian, disse: "Graças ao impressionante carisma coletivo de Hiddleston e Hemsworth, Thor: The Dark World está longe de ser um assassino de franquia". Justin Chang, da Variety, escreveu: "Esta peça robusta e impessoal de efeitos visuais prova-se dinâmica e despretensiosa o suficiente para compensar sua mistura de elementos de fantasia/ação derivados".

## Trilha sonora
| n   | Titulos                   | Tempo | Compositor  |
| --- | ------------------------- | ----- | ----------- |
| 001 | "Marvel Studios Fanfere"  | 0:30  | Brian Tyler |
| 002 | "The Trial of Loki"       | 2:38  | Brian Tyler |
| 003 | "Battle of Vanaheim"      | 1:40  | Brian Tyler |
| 004 | "Thor: The Dark World"    | 2:10  | Brian Tyler |
| 005 | "Journey to Asgard"       | 2:18  | Brian Tyler |
| 006 | "As The Hemmer Falls"     | 2:41  | Brian Tyler |
| 007 | "Lokasenna"               | 2:31  | Brian Tyler |
| 008 | "Escaping The Realm"      | 3:53  | Brian Tyler |
| 009 | "A Universe From Nothing" | 2:21  | Brian Tyler |
| 010 | "Intro Eternity"          | 3:41  | Brian Tyler |
| 011 | "Thor Son Of Odin"        | 1:52  | Brian Tyler |
| 012 | "Shadows Of Loki"         | 2:25  | Brian Tyler |
| 013 | "Sword and Coucil"        | 3:47  | Brian Tyler |
| 014 | "Invasion Asgard"         | 3:00  | Brian Tyler |
| 015 | "Betrayal"                | 4:03  | Brian Tyler |
| 016 | "Uprising"                | 2:36  | Brian Tyler |
| 017 | "Vortex"                  | 2:20  | Brian Tyler |
| 018 | "An Unlikely Alliance"    | 3:47  | Brian Tyler |
| 019 | "Convergence"             | 3:42  | Brian Tyler |
| 020 | "Beginning Of The End"    | 5:21  | Brian Tyler |
| 021 | "Deliverance"             | 2:22  | Brian Tyler |
| 022 | "Battle Between Wolrd"    | 3:30  | Brian Tyler |
| 023 | "As The Hammer Falls"     | 2:41  | Brian Tyler |
| 024 | "Legacy"                  | 4:08  | Brian Tyler |
| 025 | "Untouchable"             | 4:09  | Brian Tyler |
| 026 | "Origins"                 | 3:49  | Brian Tyler |

## Lançamento em vídeo
Thor: O Mundo Sombrio foi lançado em DVD, Blu-Ray e Blu-Ray 3D no Brasil no dia 19 de fevereiro de 2014, distribuído pela Walt Disney Home Video.